# Camboja nos Jogos Olímpicos
Camboja competiu em sete Jogos Olímpicos. Eles nunca participaram dos Jogos Olímpicos de Inverno.
Eles nunca ganharam uma medalha Olímpica.